# 特捜刑事 スパルタン
『特捜刑事 スパルタン』（原題：Spartan）は、アメリカ合衆国、ドイツの映画作品。

## キャスト
役名、俳優、日本語吹替。
- スコット - ヴァル・キルマー
- カーティス - デレク・ルーク
- ジャッキー・ブラック - ティア・テクサダ
- ミラー - クラーク・グレッグ
- ゲインズ - スティーブン・カルプ（藤井剛）
- バーチ - エド・オニール
- グレース - ジョニー・メスナー
- パーカー - トニー・マメット（田丸裕臣）
- ジョーンズ - キック・ガリー
- ローラ・ニュートン - クリステン・ベル
- ピアース - ジェフ・ピアソン
- ナディア - ナタリア・ノグリッチ
- ブレイン - ライオネル・マーク・スミス
- ストッダード - ウィリアム・H・メイシー
- ダヴィオ - ロバート・ベラ（一ノ瀬雅彦）
- ゴスラー - レナート・マグノ（一ノ瀬雅彦）